# Pumpspeicherwerk Mittweida

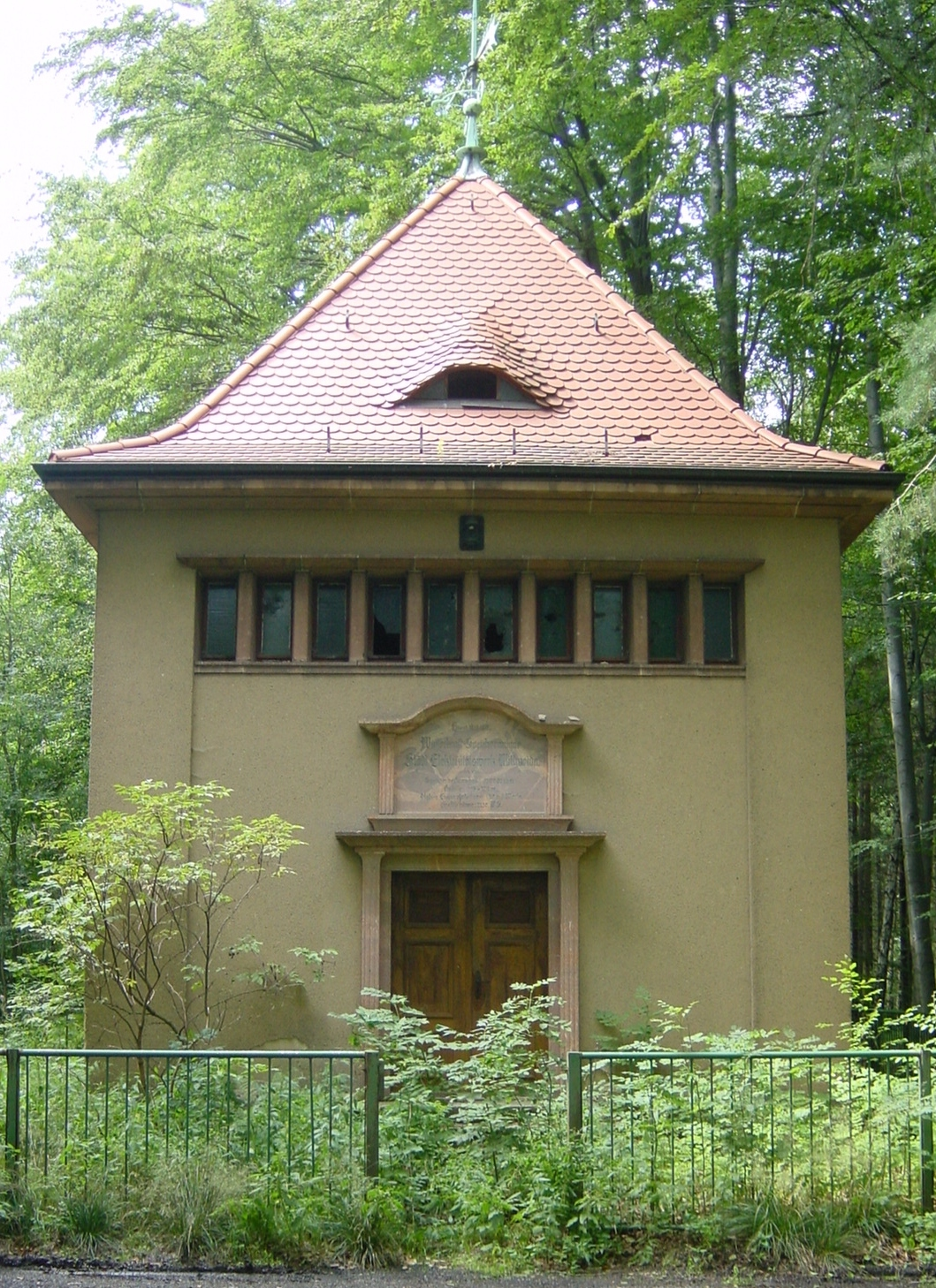
Ehemaliges Schieberhaus beim Oberbecken

Das Pumpspeicherkraftwerk Mittweida (oder Pumpspeicherwerk (PSW) Mittweida) wurde am 21. Juni 1928 in Betrieb genommen und hatte eine Leistung von 2250 PS = 1650 kW (=1,65 MW). Es liegt bei Mittweida im Freistaat Sachsen und ist heute außer Betrieb.
Das Pumpspeicherkraftwerk wurde am bereits vorhandenen Laufwasserkraftwerk gebaut. Das Oberbecken wurde zwischen Rossau und Seifersbach mit einem Erdwall errichtet. Als Unterbecken diente die für das Laufwasserkraftwerk durch ein Wehr 4,2 m hoch aufgestaute Zschopau. Die 2,1 Kilometer lange Leitung vom Oberbecken zum Kraftwerk hatte einen Durchmesser von 1,25 Meter und bestand im oberen Abschnitt aus Holz und im unteren Abschnitt aus Stahl. Wegen zunehmenden Verschleißes und nach einem Unfall, bei dem das Kraftwerksgebäude mit dem Wasser aus der Druckleitung geflutet wurde, wurde das Pumpspeicherkraftwerk 1988 stillgelegt. Das Laufwasserkraftwerk an der Zschopau wurde wieder instand gesetzt und ist in Betrieb. 

## Bauwerksdaten Oberbecken
Das Absperrbauwerk des Oberbeckens ist ein Ringdamm.
- Kronenhöhe: 340 m ü. NN, nach anderen Angaben: 344 m ü. NN
- Höhe über Talsohle: 5 m
- Kronenlänge: 785 m
- Kronenbreite: 2,5 m
- Speicherraum: 130.000 m³, nach anderen Angaben: 145.000 m³
- Speicheroberfläche: …
- Fallhöhe: 115–120 m
- Lage: 50° 59′ 8,2″ N, 13° 2′ 5,5″ O

## Laufkraftwerk
Für das Laufkraftwerk gibt es folgende Angaben:
- Fallhöhe: 4,2 m
- Leistung: 956 kW
- nach Erneuerung der Turbinen 2014: Leistung: 1.100 kW[1]
- Leistung des Generators: 1430 kW
- Jahresarbeit: 3 bis 3,5 Mio. kWh
- Bauzeit: 1919–1923
- Fertigstellung Turbinen: 1921
- 1. Inbetriebnahme: 1923
- Wiederinbetriebnahme: 1991
- Lage: 50° 59′ 22,4″ N, 13° 0′ 22,9″ O